# Raffaello Barbiera
Raffaello Barbiera (Venezia, 2 febbraio 1851 – Milano, 5 gennaio 1934) è stato un giornalista e scrittore italiano.

## Biografia

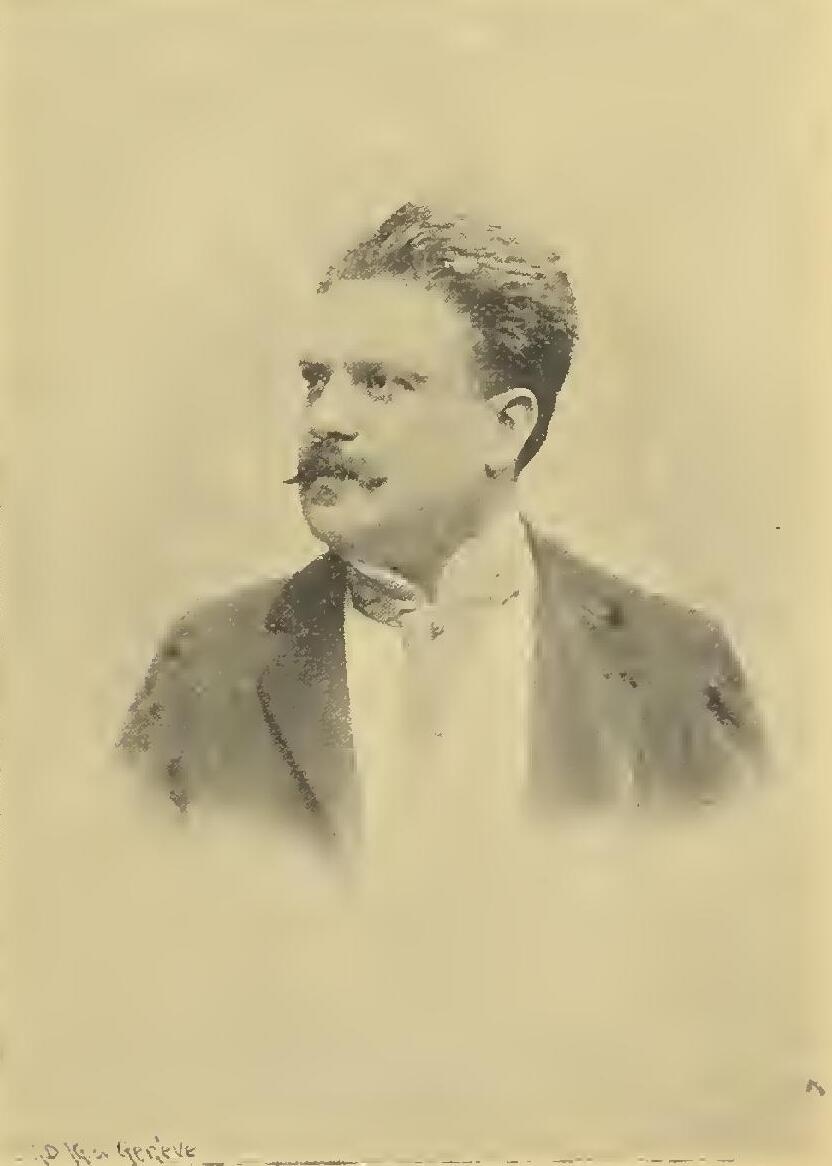
Ritratto di Raffaello Barbiera dall'Antologia Meneghina del 1900

Nato a Venezia da Giuseppe, benestante, e da Maria Palvis. Giornalista, fu redattore del Corriere della Sera dal primo numero (5 marzo 1876) al 1882, e successivamente dell'Illustrazione Italiana dal 1878 al 1904. Dal 1881 al 1917 diresse L'illustrazione popolare (edita dai Fratelli Treves); collaborò, inoltre, con altri quotidiani.
Fu autore di numerosi testi aneddotici e di curiosità storiche, particolarmente del periodo risorgimentale.
La sua notorietà deriva principalmente dalla raccolta di saggi Il salotto della contessa Maffei, pubblicata dall'editore Treves nel 1895, ove Barbiera descrive con spontanea vivacità il più importante cenacolo culturale del suo tempo.

Oltre ai saggi, fu autore di romanzi e novelle, un dramma per il teatro e un libro di versi.
Morì a Milano a ottantadue anni.

## Opere
Saggistica

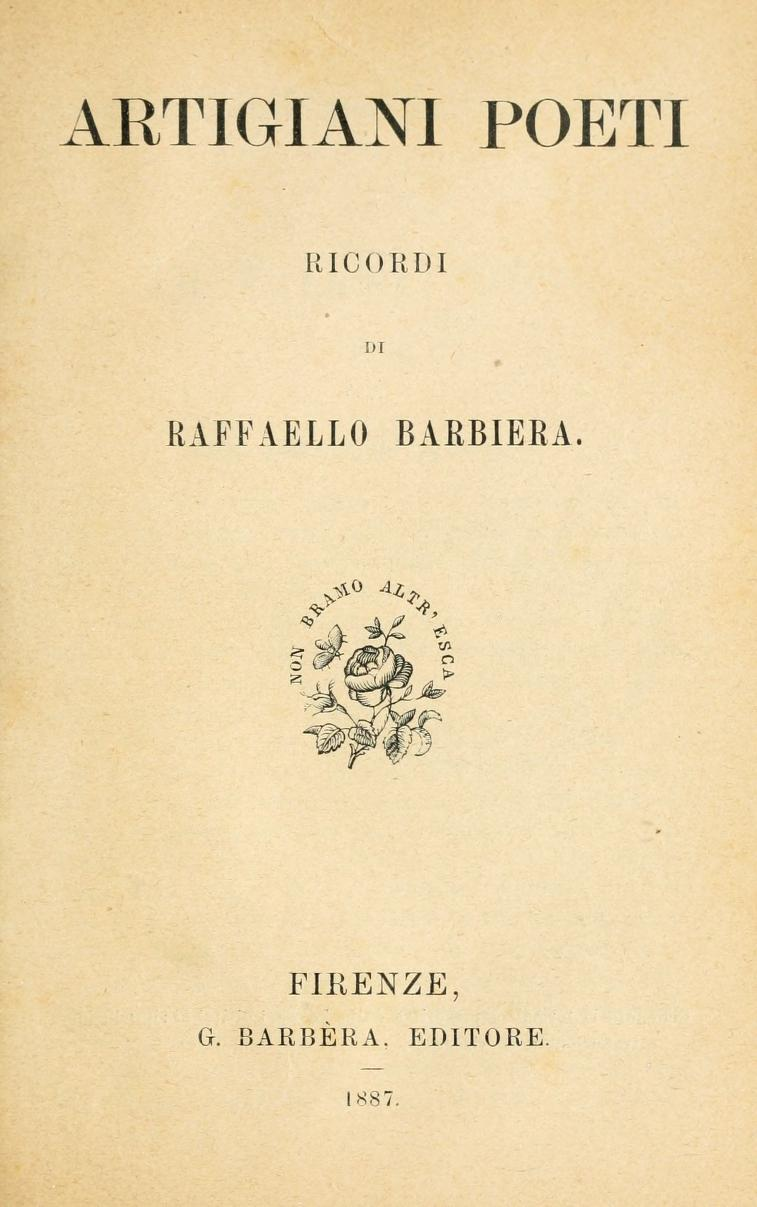
Frontespizio di Artigiani poeti, 1887

- Simpatie. Studi letterari, Milano, N. Battezzati e B. Saldini, 1877.
- Artigiani poeti. Ricordi,  Firenze, G. Barbera, 1887.
- Il salotto della contessa Maffei e la società milanese (1834-1886), Milano, F.lli Treves, 1895.
- Figure e figurini del secolo che muore. Con notizie inedite d'archivi segreti, Milano, F.lli Treves, 1899.
- Immortali e dimenticati, Milano, L. F. Cogliati, 1901.
- La principessa Belgiojoso. I suoi amici e nemici, il suo tempo, Milano, F.lli Treves, 1902.
- Passioni del Risorgimento. Nuove pagine sulla principessa Belgiojoso e il suo tempo, Milano, F.lli Treves, 1903.
- Polvere di palcoscenico. Note drammatiche, 2 voll., Catania, N. Giannotta, 1908.
- Grandi e piccole memorie. Pagine di letteratura, d'arte e di storia, Firenze, Successori Le Monnier, 1910.
- Voci e volti del passato, 1800-1900. Da archivi segreti di Stato e da altre fonti, Milano, F.lli Treves, 1920.
- Carlo Porta e la sua Milano, Firenze, G. Barbera, 1921.
- Nella gloria e nell'ombra. Immagini e memorie dell'Ottocento, Milano, Mondadori, 1926.
- Silvio Pellico, Milano, Alpes, 1926.
- Diademi. Donne e madonne dell'800, Milano, F.lli Treves, 1927.

Narrativa
- Arride il sole. Racconto dell'alta società straniera a Venezia nell'800, Milano, F.lli Treves, 1929.

Poesia
- Chi l'ascolta. Intermezzo di versi, Città di Castello, S. Lapi Tip. Edit., 1886.

Teatro
- I fratelli Bandiera, Genova, A. F. Formiggini, 1912 (collana «Profili» n. 19).